# تانامارینا
تانامارینا (به لاتین: Tanamarina) یک منطقهٔ مسکونی در ماداگاسکار است که در واواتنینا واقع شده‌است. تانامارینا ۱۰٬۰۰۰ نفر جمعیت دارد و ۷۵۰ متر بالاتر از سطح دریا واقع شده‌است.